# Louisiana (Misuri)
Louisiana es una ciudad ubicada en el condado de Pike en el estado estadounidense de Misuri. En el Censo de 2010 tenía una población de 3364 habitantes y una densidad poblacional de 379,45 personas por km².

## Geografía
Louisiana se encuentra ubicada en las coordenadas 39°26′29″N 91°3′43″O / 39.44139, -91.06194. Según la Oficina del Censo de los Estados Unidos, Louisiana tiene una superficie total de 8.87 km², de la cual 8.12 km² corresponden a tierra firme y (8.44%) 0.75 km² es agua.

## Demografía
Según el censo de 2010, había 3364 personas residiendo en Louisiana. La densidad de población era de 379,45 hab./km². De los 3364 habitantes, Louisiana estaba compuesto por el 89.86% blancos, el 4.73% eran afroamericanos, el 0.24% eran amerindios, el 0.33% eran asiáticos, el 0.03% eran isleños del Pacífico, el 2.26% eran de otras razas y el 2.56% pertenecían a dos o más razas. Del total de la población el 4.07% eran hispanos o latinos de cualquier raza.